# Argyrodes nasutus
Argyrodes nasutus là một loài nhện trong họ Theridiidae.
Loài này thuộc chi Argyrodes. Argyrodes nasutus được Octavius Pickard-Cambridge miêu tả năm 1880.